# Edifici transformador de la Manresana d'Electricitat
L'Edifici transformador de la Manresana d'Electricitat és una obra del municipi de Manresa (Bages) protegida com a bé cultural d'interès local.

## Descripció
Edifici contenidor d'un transformador de corrent elèctric. Tipus urbà, de dues plantes i coberta a dues aigües. Tester de línies abarrocades. Una mitgera dona a un pas de vianants amb escala, que separa l'edifici de l'escola Renaixença. Obra de totxo amb façana arrebossada, emmarcada amb estuc imitant obra vista. Façana simètrica amb obertures protegides per marquesines de teula àrab vidriada. El sòcol és de pedra.